# John Leveson-Gower, 1. Earl Gower

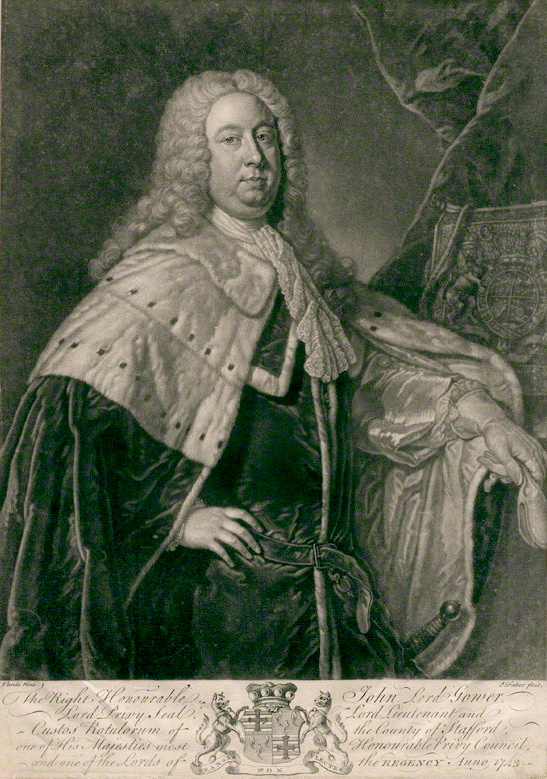
John Leveson-Gower, 1. Earl Gower

John Leveson-Gower, 1. Earl Gower PC (* 10. August 1694; † 25. Dezember 1754) war ein britischer Peer und Politiker.

## Leben
Er war ein Sohn von John Leveson-Gower, 1. Baron Gower und dessen Ehefrau Catherine Manners. Bei Tod seines Vaters erbte er 1709 dessen Titel als 2. Baron Gower und 6. Baronet, of Sittenham, und wurde dadurch Mitglied des House of Lords.
Er machte eine Karriere als Politiker der Tories und war der erste Tory, der im 18. Jahrhundert in die Regierung gelangte. Von 1742 bis 1743 und erneut von 1744 und 1754 hatte er auch das Amt des Lordsiegelbewahrers inne. 1742 wurde er auch in den britischen Kronrat (Privy Council) aufgenommen und war von 1742 bis 1754 Lord Lieutenant von Staffordshire. 
Am 8. Juli 1746 wurde er zum Earl Gower und Viscount Trentham, in the County of Stafford, erhoben.

## Ehen und Nachkommen
Am 13. März 1712 heiratete er in erster Ehe Lady Evelyn Pierrepont, Tochter des Evelyn Pierrepont, 1. Duke of Kingston upon Hull. Gemeinsam hatten sie sieben Kinder: 
- Lady Gertrude Leveson-Gower (1715–1794) ⚭ John Russell, 4. Duke of Bedford;
- Lady Mary Leveson-Gower (1717–1778) ⚭ Sir Richard Wrottesley, 7. Baronet;
- Lady Frances Leveson-Gower (1720–1788) ⚭ Lord John Philip Sackville, einem jüngeren Sohn von Lionel Sackville, 1. Duke of Dorset. Sie waren die Eltern von John Sackville, 3. Duke of Dorset.
- Granville Leveson-Gower, 1. Marquess of Stafford (1721–1803);
- Lady Elizabeth Leveson-Gower (1724–1784) ⚭ John Waldegrave, 3. Earl Waldegrave;
- Lady Evelyn Leveson-Gower (1725–1763) ⚭ John Fitzpatrick, 1. Earl of Upper Ossory;
- Hon. Richard Leveson-Gower (1726–1753), Abgeordneter im House of Commons.

Evelyn starb am 26. Juni 1727. Am 31. Oktober 1733 heiratete er in zweiter Ehe Penelope Stenhouse, eine Tochter von Sir John Stenhouse, 7. Baronet. Seine zweite Frau starb am 19. August 1734.
Am 16. Mai 1736 heiratete er in dritter Ehe Mary Tufton, eine Tochter von Thomas Tufton, 6. Earl of Thanet, und Witwe des Anthony Grey, Earl of Harold. Gemeinsam hatten sie einen Sohn: 
- Hon. John Leveson-Gower (1740–1792), Admiral der Royal Navy, ⚭ Frances Boscawen, Tochter von Edward Boscawen.